# مسجد دار السلام الكبير (سومباوا بارات)
مسجد دار السلام الكبير (بالإندونيسية: Masjid Agung Darussalam) هو مسجد يقع في تاليوانج غرب سومباوا في إندونيسيا. تم بناء المسجد بين عام 2007 وعام 2010. يمثل شكل المبنى أنشطة مختلفة لحكومة غرب سومباوا والمجتمع.